# Aclytia flaviventris
Aclytia flaviventris là một loài bướm đêm thuộc phân họ Arctiinae, họ Erebidae.